# Granastrapotherium
Granastrapotherium – wymarły rodzaj ssaka kopytnego opisanego na podstawie szczątków odnalezionych w skałach grupy Honda na pustyni Tatacoa w kolumbijskim Departamencie Huila i Tolima, w La Venta. Pochodziły one z epoki mioceńskiej. Rodzaj jest monotypowy, obejmując Granastrapotherium snorki. Nazwa pochodzi od hiszpańskiego gran ("wielki") i Astrapotherium ("świecąca bestia"), epitet gatunkowy wskazuje na rurkę do oddychania, odwołując się do trąby. Pozostałości znalezione w Wenezueli, Boliwii i Peru wydają się również należeć do Granastrapotherium bądź do bardzo podobnego doń zwierzęcia.
Ten kopytny różni się od innego przedstawiciela Astrapotheria, należącego do podrodziny Uruguaytheriinae w obrębie Astrapotheriidae Xenastrapotherium, osiągając większą masę ciała, pomiędzy 2,5 a 3,5 tony, a także ciosami okołometrowej długości. Cechy te czyniły zwierzę jednym z największych Astrapotheria, przerastały je jedynie niektóre gatunki z rodzaju Parastrapotherium. Inne różnice to choćby obecność tylko jednego przedtrzonowca, brak siekaczy w szczęce i żuchwie oraz przemieszczenie kłów, bardzo długich, położonych poziomo, przypominających w mniejszym stopniu występujące u hipopotama, a w większym ciosy niektórych dawnych krewnych słoni, jak choćby Palaeomastodon, chociaż słonie oraz ich krewni nie wykorzystują kłów ani siekaczy do obrony. Podobnie wielkie nozdrza zdają się być bardzo wycofane w obrębie czaszki, wobec czego stworzenie to musiało mieć trąbę większą, niż inne astrapoteria. Najprawdopodobniej, jak w przypadku słoni, zwierzę używało swej umięśnionej trąby razem z ciosami do odcinania liści z drzew i krzewów.